# Mill Green
Mill Green ist ein Weiler in der Gemeinde Edwardstone, im District Babergh in der Grafschaft Suffolk, England. Es verfügt über drei denkmalgeschützte Gebäude, darunter Earls Cottages, Mill Green End, und Moat Farm Cottage.